# ジロ・デ・イタリア 1925
ジロ・デ・イタリア 1925は、自転車競技のロードレース大会であるジロ・デ・イタリアの13回目のレース。1925年5月16日から6月7日まで行われた。全12区間。全行程3520km。

## 総合成績
|    | 選手名                       | 国籍         | 時間            |
| -- | ---------------------------- | ------------ | --------------- |
| 1  | アルフレード・ビンダ         | イタリア王国 | 137時間31分13秒 |
| 2  | コスタンテ・ジラルデンゴ     | イタリア王国 | +4分58秒        |
| 3  | ジョヴァンニ・ブルネーロ     | イタリア王国 | +7分22秒        |
| 4  | ガエターノ・ベッローニ       | イタリア王国 | +26分29秒       |
| 5  | ネッロ・チャッケーリ         | イタリア王国 | +37分57秒       |
| 6  | エルマンノ・ヴァッラッツァ   | イタリア王国 | +1時間00分27秒  |
| 7  | ピエリーノ・ベステッティ     | イタリア王国 | +1時間15分10秒  |
| 8  | ジャンバッティスタ・ジッリ   | イタリア王国 | +1時間25分18秒  |
| 9  | ジョヴァンニ・トレンタロッシ | イタリア王国 | +1時間40分45秒  |
| 10 | パスクアーレ・ディ・ピエトロ | イタリア王国 | +2時間31分23秒  |

## 総合首位
| 選手名                   | 国籍         | 首位区間 |
| ------------------------ | ------------ | -------- |
| ピエトロ・リナーリ       | イタリア王国 | 第1      |
| コスタンテ・ジラルデンゴ | イタリア王国 | 第2-第4  |
| アルフレード・ビンダ     | イタリア王国 | 第5-最終 |